# Ahmad Elrich
Ahmad Elrich (Sydney, 30 mei 1981) is een voormalig Australische voetballer van Libanese afkomst. Hij beëindigde zijn loopbaan in 2010 als middenvelder bij het Australische Central Coast Mariners. Hij heeft ook nog een jongere broer die ook voetbalt, Tarek Elrich.

## Clubcarrière
Elrich speelde in eigen land van 1999 tot 2004 voor Parramatta Power. Vervolgens speelde hij een seizoen in Zuid-Korea voor Busan Icons (2004-2005), waarna Elrich in 2005 naar Fulham FC vertrok. Hij debuteerde in de Premier League in een wedstrijd tegen Liverpool FC. De middenvelder werd door de Engelse club in 2006 verhuurd aan FC Lyn Oslo. In 2007 tekende hij in Nieuw-Zeeland bij Wellington Phoenix FC, maar 5 maanden later vertrok hij naar Central Coast Mariners uit Australië.

## Interlandcarrière
Elrich debuteerde in 2004 in het Australisch nationaal elftal. Hij behoorde tot de selecties van de Socceroos voor de Olympische Spelen 2004 en de Confederations Cup 2005.